# Chlodomer
Chlodomer (ur. ok. 495, zm. 524) – drugi z czterech synów Chlodwiga I, Króla Franków. Po śmierci ojca w 511 podzielił się królestwem Franków razem ze swymi braćmi: Chlotarem, Childebertem i Teuderykiem. W dzielnicy Chlodomera znajdowały się miasta Orlean, Tours i Poitiers, które były także siedzibą biskupów.
Poślubił Gunteukę, córkę króla Burgundii. Miał z nią trzech synów: Theodebalda, Gunthara i św. Clodoalda.
W latach 523–524, być może za namową swojej matki św. Klotyldy, pragnącej pomścić swego bratanka, który został zamordowany przez króla Burgundii Zygmunta, Chlodomer dołączył do swoich braci w wyprawie przeciw Burgundom. Po schwytaniu Zygmunta, Chlodomer wrócił do Orleanu. Jednakże brat Zygmunta, Godomar, wrócił triumfalnie do Burgundii na czele wojska wysłanego przez swojego sojusznika, króla Ostrogotów, Teodoryka Wielkiego. Pomimo ich zwycięstwa, Chlodomer miał jeńców - Zygmunta i jego synów: Gisalda i Gondebauda. Zabił ich 1 maja 524, a później wyruszył na kolejną wyprawę przeciw Burgundii.
Chlodomer został zabity na tej wyprawie w bitwie pod Vezeronce. Jego trzej synowie zostali powierzeni jego matce, do czasu gdy wdowa po nim nie poślubiła Chlotara I. Jednakże Chlotar zabił dwóch synów Chlodomera, a tylko Clodoald zdołał uciec. Został on później opatem w Nogent. Ziemie Chlodomera po jego śmierci przejął Childebert I (król Paryża).